# Pseudoradiarctia tanzanica
Pseudoradiarctia tanzanica is een vlinder uit de familie spinneruilen (Erebidae), onderfamilie beervlinders (Arctiinae). De wetenschappelijke naam van de soort is voor het eerst geldig gepubliceerd in 2011 door Haynes.
Deze nachtvlinder komt voor in tropisch Afrika.